# دم‌چلچله‌ایان سدومیکرونیا
دم‌چلچله‌ایان سدومیکرونیا (نام علمی: Pseudomicronia) نام یک سرده از خانواده شاپرکان دم‌چلچله‌ای است.